# Mantispa basalis
Mantispa basalis är en insektsart som först beskrevs av Luisa Eugenia Navas 1927.  Mantispa basalis ingår i släktet Mantispa och familjen fångsländor. Inga underarter finns listade i Catalogue of Life.